# Anna Louise von der Lippe
Anna Louise von der Lippe, född Wetlesen 7 maj 1930 i Oslo, är en norsk psykolog.
von der Lippe avlade doktorsexamen vid University of California, Berkeley 1965. Hennes forskning har fokuserat på socialisation, familjekommunikation, partnerval och personlighetsutveckling hos tonårsflickor och unga kvinnor. Hon var verksam som professor i personlighets- och klinisk psykologi vid Universitetet i Bergen 1986–1989 och vid Universitetet i Oslo 1989–2000.
von der Lippe utnämndes till hedersdoktor vid universitetet i Bergen år 2000 och är sedan 2001 hedersledamot i Norsk Psykologforening.